# VR Dm12 sorozat

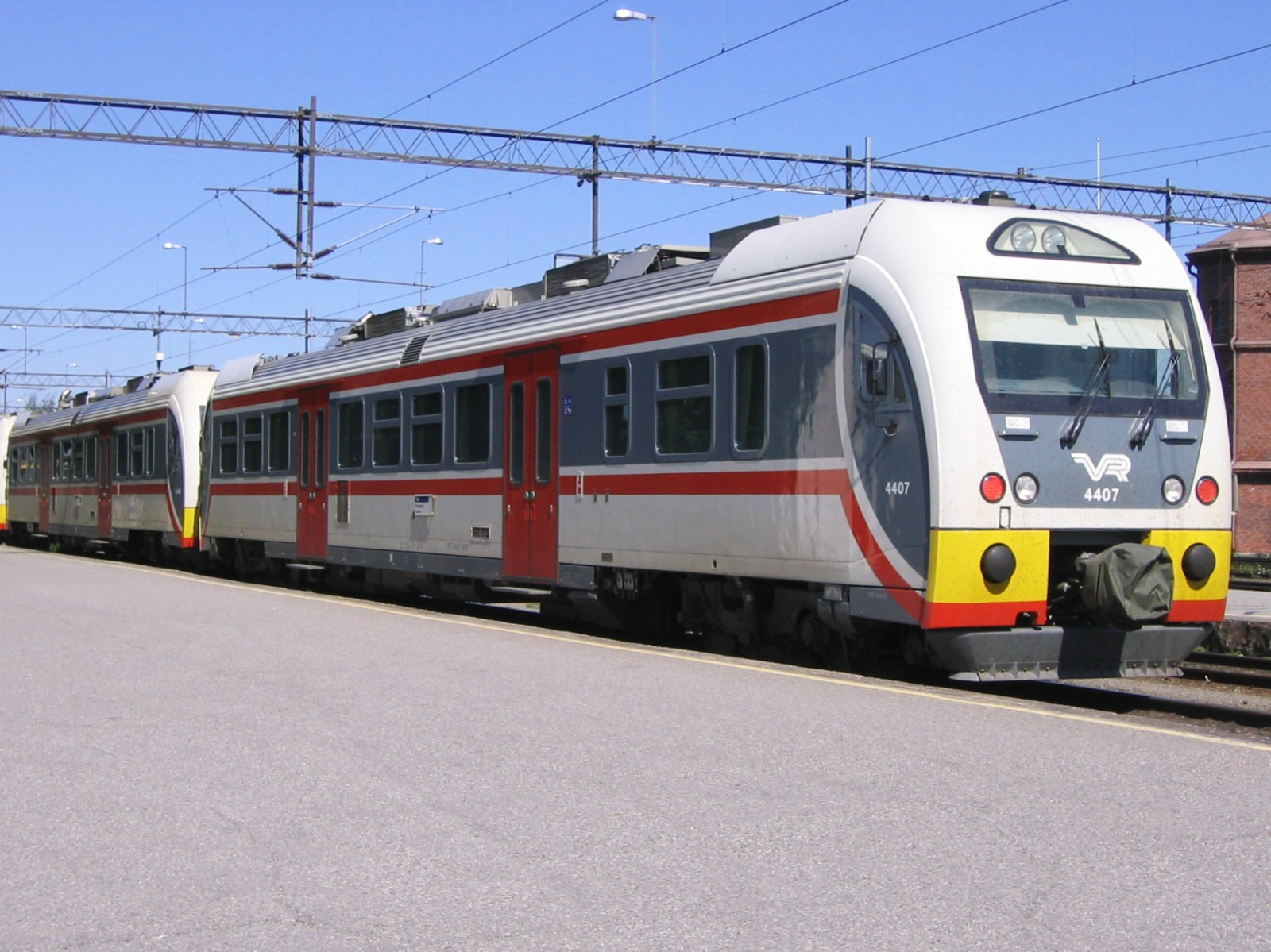
A motorvonat eredeti festése

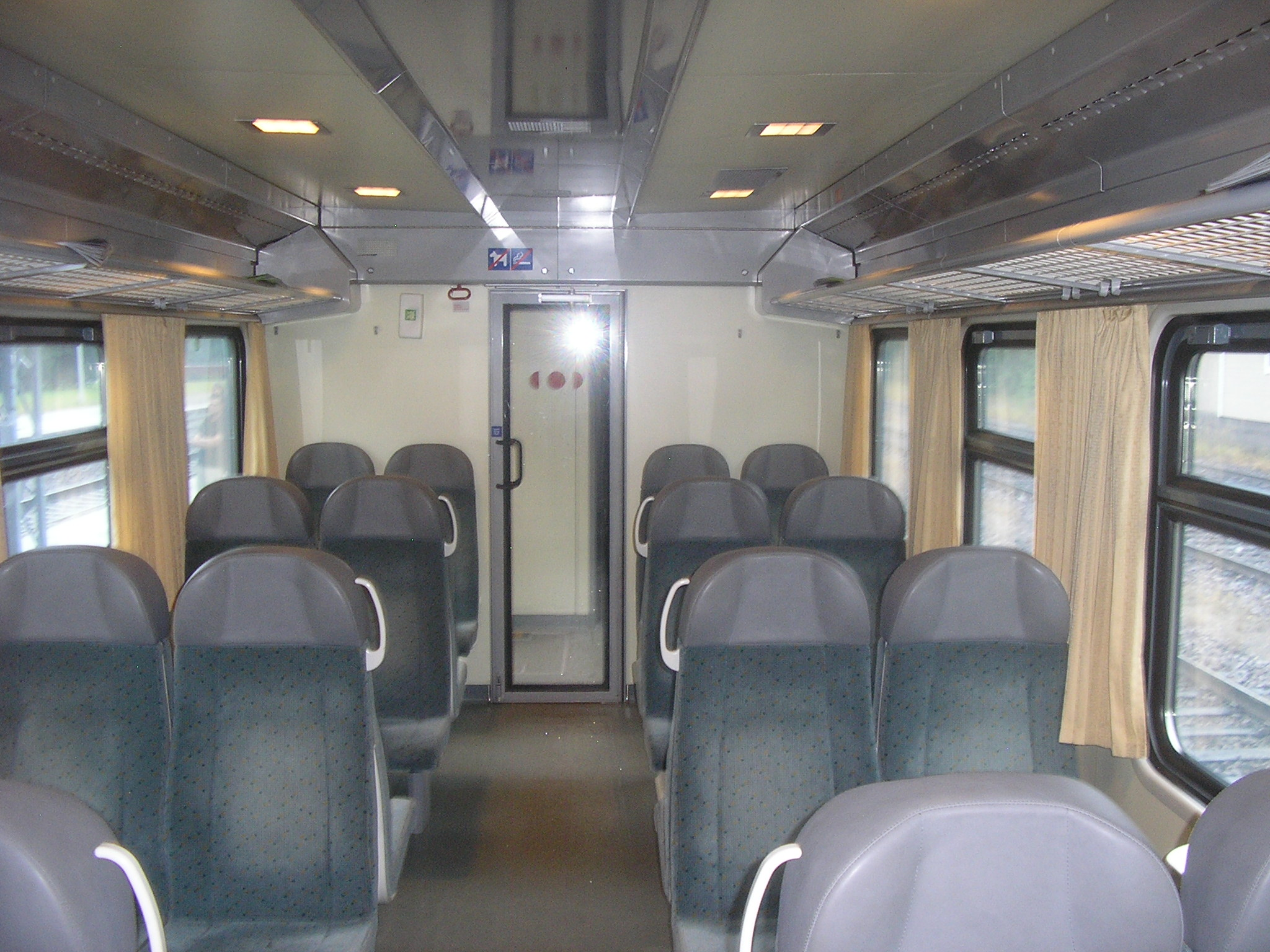
Utastér

A VR Dm12 sorozat egy finn dízelmotorvonat-sorozat. Összesen 16 db-ot gyártott belőle a Škoda Vagonka 2004 és 2006 között.
A motorvonatban 63 ülőhely, ebből 60 a normál + 3 lehajtható, van. Ezenkívül van 60 állóhely is, így a jármű 123 férőhelyes. Lehetséges három motorvonatot összekapcsolni és egy vezetőállásból irányítani.
Az ülések két sorban vannak elhelyezve, így egy egész folyosó az utastér. Az ajtók közelében nagyobb helyek vannak az álló utasok és a kerékpárok számára. A WC akadálymentesített. Az ülések felett polcok vannak a csomagoknak és poggyászoknak. A VR az alacsonyabb forgalmú, nem villamosított vonalakon használja, kiváltva ezzel a gazdaságtalan mozdony vontatta személyszállító vonatokat.